# 哲也星
小行星4343（4343 Tetsuya）是一颗围绕太阳公转的小行星。1988年1月10日，上田清二、金田宏在钏路市发现了此天体。
該小行星以日本天文學家藤井哲也的名字命名。
这颗小行星的绝对星等为12.74等。